# Lepanto (metropolitana di Roma)
Lepanto è una stazione della linea A della metropolitana di Roma.

## Storia
La stazione fu costruita come parte della prima tratta, da Anagnina a Ottaviano, della linea A della metropolitana di Roma, entrata in servizio il 16 febbraio 1980.
Nel 1988, all'interno della stazione, sono state girate alcune scene del film La ragazza del metrò con Nino D'Angelo.
Nel 2005 è stato soppresso il capolinea di autobus extraurbani, trasferendolo presso la stazione Cornelia.
Nel 2012 la stazione, assieme a quella di Ottaviano, è stata ristrutturata con nuovi pannelli bianchi.
Ad inizio dicembre 2015, al nome della stazione è stato aggiunto un suffisso, diventando Lepanto-Vaticano, in vista del Giubileo straordinario della misericordia per supportare la vicina Ottaviano nella gestione del flusso dei pellegrini.

## Interscambi
- Fermata tram (Lepanto, linea 19)
- Fermata autobus ATAC

## Servizi
La stazione dispone di:
- Biglietteria a sportello
- Biglietteria automatica